# 朱国萍 (生物化学家)
朱国萍（1970年5月—），女，汉族，安徽合肥人，中国生物化学家，安徽师范大学教授，致公党党员，第十一届全国人大代表。

## 生平
1992年毕业于安徽师范大学生物系获学士学位，1995年于中国科学技术大学生物化学与分子生物学专业获硕士学位，2001年于中国科学技术大学获博士学位。2001年至2004年，在美国明尼苏达大学从事博士后研究。2004年留学回国任教于安徽师范大学，历任安徽师范大学生命科学学院讲师、副教授、教授、硕士生导师、博士生导师，现任安徽师范大学生命科学学院院长。
2022年1月，当选政协第十四届芜湖市委员会常务委员，并被增补为政协第十二届安徽省委员会委员。

## 学术贡献
主要从事蛋白质功能与进化、新基因的克隆及表达、酶学分析以及微生物耐药机制研究等研究工作，主持国家自然科学基金5项、教育部项目4项以及安徽省杰出青年基金等项目。入选安徽省学术和技术带头人、教育部新世纪人才计划、国家“百千万”人才工程等人才专项。2019年获评安徽省教学名师，所授课程《分子生物学》获批为国家级双语教学示范课程。
在美国明尼苏达大学从事博士后研究期间，曾于美国《科学》杂志上发表论文《The selective cause of an ancient adaptation》。

## 社会兼职
中国生物化学与分子生物学会全国酶学专业委员会委员，中国微生物学会全国酶工程专业委员会委员，中国细胞生物学学会理事，安徽省生物化学与分子生物学学会副理事长，安徽省细胞生物学学会副理事长，安徽省生物工程学会副理事长。安徽省政协委员，芜湖市政协常委，安徽欧美同学会副会长，芜湖欧美同学会会长。

## 奖项和荣誉
- 2005年，获“安徽省杰出青年科技创新奖”
- 2007年，获“安徽省五一劳动奖章”
- 2008年，获“全国五一劳动奖章”
- 2010年，获“全国先进工作者”荣誉称号
- 2012年，获安徽省“三八红旗手”荣誉称号[8]
- 2012年，获安徽省高等学校省级教学成果奖二等奖（第一完成人）
- 2014年，获“全国优秀科技工作者”荣誉称号
- 2015年，获安徽青年科技奖
- 2019年，获“庆祝中华人民共和国成立70周年”纪念章[9]
- 2020年，被国家人社部授予“有突出贡献中青年专家”荣誉称号
- 2021年，获安徽省高等学校省级教学成果奖一等奖（第一完成人）
- 2022年，获首届“芜湖市最美科技工作者”荣誉称号[10]
- 2024年，获“国务院政府特殊津贴”[11]